# 巴格拉伊 (舊康斯坦丁諾夫區)
49°41′57″N 27°25′41″E / 49.69917°N 27.42806°E
巴赫拉伊（烏克蘭語：Баглаї）是位於烏克蘭西部的村莊，由赫梅利尼茨基州裡赫梅利尼茨基區的舊康斯坦丁尼夫市鎮負責管轄。該村始建於1601年，面積1.69平方公里，海拔高度287米，2001年人口368。